# Shemp Howard
Shemp Howard, född Samuel Horwitz den 11 mars 1895 i Manhattan, New York, död den 22 november 1955 i Hollywood, Kalifornien, var en amerikansk skådespelare som bland annat ingick i komikergruppen The Three Stooges samt deltog i ett stort antal filmer under 1930-, 1940- och 1950-talet.

## Filmografi (urval)
- 1937 – Cowboyhjälten – Oscar Bush
- 1939 – Gäckande skuggan kommer tillbaka – Wacky
- 1940 – Fönstret över floden – Joe
- 1940 – Bankdeckaren – Joe Guelpe
- 1940 – Den osynliga kvinnan – Frankie
- 1941 – Nattklubben La Zonga – Gabby
- 1941 – Kompaniets olycksfåglar – Chef
- 1941 – Cirkus i sta'n – Moe Parker
- 1941 – Farlig kvinna – servitör
- 1941 – Olycksfåglar till sjöss – Dizzy
- 1941 – Polisen kommer!!! – Okay
- 1941 – Akta're för spöken – Soda Jerk
- 1941 – Galopperande flugan – Louie
- 1942 – Den mystiske doktor Rx – Sweeney
- 1942 – Nattens ängel – Shorty
- 1942 – Tusen och en natt – Sinbad
- 1942 – Showsoldat James – sergeant "Muggsy" Shavel
- 1943 – Lugn i stormen – Umbrella Sam
- 1943 – Ungdomsligans hjälte – Binky
- 1944 – Inga tecken på mord – tvättbilschaufför
- 1949 – Skriket från Afrika – artillerist
- 1949 – Malice in the Palace – Shemp

### Webbkällor
- Shemp Howard på Internet Movie Database (engelska)